# 满洲国兴农部
满洲国兴农部是滿洲國的行政機關。旧址位于新京特别市至圣大路602号，今吉林省长春市自由大路506号，为东北师大附中校舍。

## 历史
兴农部的前身是1932年成立的实业部实业部总长为张燕卿，1935年丁鑑修任实业部大臣。
1937年建成第十一厅舍。为在东北建立以工矿业为中心的军事工业体系和最大限度地利用东北的农产品，开始实施《满洲产业开发五年计划》，1937年7月1日实业部改名产业部，迁入新落成的办公楼。产业部大臣为吕荣寰，次长为岸信介。
因战争不断扩大，日本对以粮食为主的农产品的需求量不断增加，1940年6月产业部改名兴农部。1942年9月，黄俊富任兴农部大臣。
1946年6月成立国民政府国立长春大学所有。1948年10月后由东北大学（今东北师范大学前身）接管。1958年8月由东北师范大学附属中学使用至今。1998年拆除。